# 嚴兆璜
嚴兆璜（?—?），號艮思，廣東廣州府新會縣民籍，明朝政治人物。

## 生平
萬曆四十年（1612年）壬子科廣東鄉試第四十二名舉人，四十四年（1616年）丙辰科三甲六十四名進士，户部觀政，次年授官浙江德清县知县，天啓二年考察，三年補南平县，四年降廣東按察司检校，五年升南雄府推官，七年丁憂。

## 家族
曾祖嚴孟經。祖父嚴賓卿。父嚴廣（嚴度），舉人，贈推官。

## 引用
1. ↑  《萬曆四十四年丙辰科進士序齒録》